# Fordiophyton faberi
Fordiophyton faberi là một loài thực vật có hoa trong họ Mua. Loài này được Stapf mô tả khoa học đầu tiên năm 1892.